# Frydrychowice
Frydrychowice is een dorp in de Poolse woiwodschap Klein-Polen. De plaats maakt deel uit van de gemeente Wieprz.